# Оэлен, Альберт
Альберт Оэлен (нем. Albert Oehlen; род.1954, Крефельд, Германия) — современный немецкий живописец, музыкант. Один из наиболее влиятельных европейских художников, знаменитый своим эклектичным подходом к абстрактной живописи.
В своей технике Оэлен сочетает абстрактную и фигуративную живопись, коллаж и компьютерное моделирование, исследуя творческое разнообразие художественных подходов.

## Образование
- 1974—1981 — Высшая школа изобразительных искусств (Hochschule für Bildende Kunst), Гамбург
- 2000 — Академия художеств (Kunstakademie), Дюссельдорф

## Творчество
Начало карьеры Альберта Оэлена пришлось на период, когда в Германии доминировали неоэкспрессионисты. Его творческие интересы в то время включали музыку и живопись. В 1976 году, совместно с Вернером Бюттнером, он основал ассоциацию «Liga zur Bekämpfung widersprüchlichen Verhaltens», которая выражала художественные и политические взгляды через анархические хеппенинги.
С 1978 по 1981 годы Оэлен обучался в Университете изобразительных искусств Гамбурга под руководством Зигмара Польке. Как Польке и Герхард Рихтер, он видел в живописи процесс рационализации, а не простое самовыражение, концентрируясь на самом процессе создания работы. Оэлен начал выставлять свои работы в 1978 году на групповых выставках, в том числе и вместе со своим братом Маркусом.
Вскоре, наряду со своими современниками Мартином Киппенбергером и Вернером Бюттнером, Оэлен присоединился к творческому движению Junge Wilde (Neue Wilde), созданному в противовес минимализму и концептуальному искусству. Художник находился под влиянием стиля «плохой живописи» Йорга Иммендорфа и неоэкспрессионизма Георга Базелица. В своей серии работ «Malerei über Malerei» (Живопись о живописи), Оэлен впервые объединил абстрактные и фигуративные элементы.
К к 1980-м годам он полностью посвятил себя живописи, которую сам называл «пост-беспредметной», концепция которой заключалась в деконструкции абстрактного искусства. Сочетая приемы классического экспрессионизма с сюрреалистической методологией, Оэлен создал собственную интерпретацию традиционных живописных моделей, где набор используемых материалов и новаторская техника стали основой самостоятельного жанра.
В 1986-87 годах Альберт Оэлен и Мартин Киппенбергер путешествовали по Германии с публичными выступлениями, а в 1992 году Оэлен основал студию в башне городской стены Сеговии, где начал работать над экспериментами с компьютерными изображениями, коллажами из фотографий и напечатанных элементов.
В своих более поздних работах Олен использует новые технологии, такие как струйные принтеры, программы автоматизированного проектирования, а также отсылки к неровным линиям компьютерных экранов. Принятые художником «условные правила» включают ограничение используемой палитры и сочетание мерцающих черных линий со смешанными градациями (Tree Paintings), а также использование эффектов стирания и наслоения для наложения ярких или размытых цветов (Elevator Paintings). Часто первым этапом в создании картины служит коллаж на холсте, выполняющий роль основополагающей структуры. Начиная свою работу с фигуративных элементов, по мере работы Оэлен добавляет абстрактные формы, как бы повторяя линию развития искусства на пути от фигуративной живописи к абстракции.

## Критика
В 2013 году ArtDaily описал Оэлена как «одного из наиболее влиятельных, но также одного из самых спорных современных художников». Его работы часто сравнивают с произведениями Дэвида Салле.

## Арт рынок
Первая персональная выставка Оэлена состоялась в 1981 году в Galerie Max Hetzler. На аукционе Christie’s в Лондоне в 2014 году один из его автопортретов, созданный в 1984 году, был продан за $1,8 миллиона, превысив свою максимальную оценку в $670 000 почти в три раза. В марте 2017 года на том же аукционе «Автопортрет с палитрой» был продан за $3 623 230. В июне 2019 года на аукционе Sotheby’s в Лондоне «Автопортрет с пустыми руками» был продан за $7 542 157, установивновый рекорд для художника.

## Выставки
Работы Оэлена были представлены на многочисленных выставках по всему миру, включая «I Will Always Champion Good Painting» в Whitechapel Art Gallery в Лондоне (2006), «Grounswell» в Museum of Modern Art в Нью-Йорке (2005), «Provins — Legende» в Museet for Samtidskunst в Роскилде, Дания, и «Spiegelbilder 1982—1985» в галерее Max Hetzler в Берлине (2005). В 2013 году в Музее современного искусства в Вене, прошла ретроспектива его творчества с 1980-х по 2005 год, в рамках которой было представлено более 80 работ. Работы Оэлена были включены в программу Венецианской биеннале 2013 года. Обзор его творчества за более чем 30 лет был представлен в Кливлендском музее искусства с 4 декабря 2016 года по 12 марта 2017 года.